# Lundberg-Syndrom
Das Lundberg-Syndrom ist eine sehr seltene angeborene Erkrankung mit den Hauptmerkmalen Polyneuropathie, Geistige Behinderung, Akromikrie und vorzeitig einsetzender Menopause.
Die Bezeichnung bezieht sich auf den Autor der Erstbeschreibung aus dem Jahre 1971 durch den Arzt P. O. Lundberg.

## Verbreitung
Die Häufigkeit wird mit unter 1 zu 1.000.000 angegeben, die Ursache ist bislang nicht bekannt. Die Vererbung erfolgt vermutlich autosomal-rezessiv.

## Klinische Erscheinungen
Klinische Kriterien sind:
- Manifestation im Erwachsenenalter
- Verminderte Nervenleitgeschwindigkeit
- Gangunsicherheit
- Mikromelie (Verkürzung von Gliedmaßen)
- vorzeitige Ovarialinsuffizienz

Hinzu können Kamptodaktylie, Stammfettsucht sowie Ulnardeviation der Finger kommen.
In der Elektromyografie finden sich Auffälligkeiten.